# Strigoderma protea
Strigoderma protea är en skalbaggsart som beskrevs av Hermann Burmeister 1844. Strigoderma protea ingår i släktet Strigoderma och familjen Rutelidae. Inga underarter finns listade i Catalogue of Life.